# Artifodina strigulata
Artifodina strigulata is een vlinder uit de familie van de mineermotten (Gracillariidae). De wetenschappelijke naam van de soort werd voor het eerst geldig gepubliceerd in 1985 door Kumata.